# Armonia quartale e quintale
Nella musica, l'armonia quartale è la costruzione di strutture armoniche costruite dagli intervalli della quarta perfetta, della quarta aumentata e della quarta diminuita. Ad esempio, un accordo quartale di tre note su Do può essere costruito impilando le quarte perfette, Do – Fa – Si♭.
|  | Aiuto Accordo di quarta perfetta ( info file ) |

L'armonia quintale è una struttura armonica che preferisce la quinta perfetta, la quinta aumentata e la quinta diminuita. Ad esempio, un accordo quintale di tre note su Do può essere costruito impilando le quinte perfette, Do – Sol – Re. 
|  | Aiuto Accordo di quinta perfetta ( info file ) |

## Proprietà
|  | Aiuto Accordo di tredicesima ( info file ) Le note in un accordo quartale in La possono essere organizzate per formare un accordo di tredicesima in Si♭ [ 2 ] |

L'uso dei termini quartale e quintale deriva da un contrasto, compositivo o percettivo, con le tradizionali costruzioni armoniche terziarie. Gli ascoltatori che hanno familiarità con la musica del periodo della pratica comune (europeo) percepiscono la musica tonale come quella che utilizza accordi e scale maggiori e minori, in cui sia il terzo maggiore che il terzo minore costituiscono gli elementi strutturali di base dell'armonia.

Per quanto riguarda gli accordi costruiti solo da quarte perfette, il compositore Vincent Persichetti scrive che:
L'armonia quintale (la stratificazione armonica delle quinte in particolare) è un termine meno utilizzato e, poiché la quinta è l'inversione o il complemento della quarta, viene generalmente considerata indistinta dall'armonia quartale. A causa di questa relazione, qualsiasi accordo quartale può essere riscritto come accordo quintale modificando l'ordine dei suoi toni.
Come gli accordi di terza, un dato accordo quartale o quintale può essere scritto con diversi rivolti, alcuni dei quali oscurano la sua struttura quartale. Ad esempio, l'accordo quartale, Do–Fa–Si♭, può essere scritto come

## Storia
Nel medioevo, le note simultanee a una distanza di una quarta venivano sentite come una consonanza. Durante il periodo della pratica comune (tra il 1600 e il 1900 circa), questo intervallo divenne udibile o come una dissonanza (quando appare come una sospensione che richiede una risoluzione nella voce principale) o come una consonanza (quando la radice dell'accordo appare in parti superiori alla quinta dell'accordo). Nel tardo XIX secolo, durante il punto di rottura della tonalità della musica classica, tutte le relazioni di intervallo furono nuovamente valutate. L'armonia quartale è stata sviluppata all'inizio del XX secolo a seguito di questa rottura e rivalutazione della tonalità.

### Precursori
L'"accordo di Tristano" è un accordo formato dalle note fa, si, re# e sol#. Più in generale, l'accordo di Tristano può essere qualsiasi accordo formato da questi intervalli: quarta aumentata, sesta aumentata e la nona aumentata sopra la nota del basso. È così chiamato perché si sente all'inizio dell'opera di Richard Wagner Tristano e Isotta, e costituisce il leitmotiv del protagonista. Alcuni autori riproporranno in seguito questo accordo nelle loro composizioni, e tra questi possiamo citare:
- Pëtr Il'ič Čajkovskij, Sinfonia n. 6 Patetica (primo movimento),
- Anton Bruckner, Sinfonia n. 4 Romantica (finale del primo movimento, poco prima della ripresa del tema iniziale)
- Richard Strauss, Morte e Trasfigurazione.[4]
- Johannes Brahms, il primo movimento della quarta sinfonia.

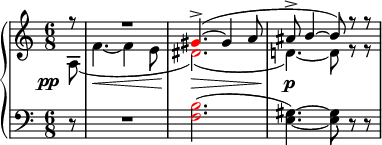

Le due note inferiori compongono una quarta aumentata, mentre le due superiori compongono una quarta perfetta. Questa stratificazione delle quarte in questo contesto è stata considerata molto importante. L'accordo era stato trovato in opere precedenti, in particolare la Sonata per pianoforte n. 18 di Beethoven, ma il suo uso da parte di Wagner fu importantissimo, in primo luogo perché lo si vide allontanarsi dalla tradizionale armonia tonale e persino verso l'atonalità e in secondo luogo perché con questo accordo Wagner costringeva effettivamente il suono o la struttura dell'armonia musicale a diventare più predominante della sua funzione, un nozione che fu presto esplorata da Debussy e altri.
Nonostante la stratificazione delle quarte, è raro trovare musicologi che identificano questo accordo come "armonia quartale" o addirittura come "armonia proto-quartale", poiché il linguaggio musicale di Wagner è ancora essenzialmente basato sulle terze e persino un normale accordo di settima dominante può essere disposto come una quarta aumentata più una quarta perfetta (Fa–Si–Re–Sol). L'insolito accordo di Wagner è davvero un mezzo per attirare l'ascoltatore nella discussione musicale-drammatica che il compositore ci presenta.
All'inizio del XX secolo l'armonia quartale divenne finalmente un importante elemento dell'armonia. Skrjabin usò un sistema di trasposizione auto-sviluppato usando accordi di quarta, come il suo Accordo mistico (mostrato sotto) nella sua Sonata per pianoforte n. 6.
Audio playback is not supported in your browser. You can download the audio file.
Scriabin scrisse questo accordo nei suoi schizzi insieme ad altri passaggi quartali e passaggi terziari più tradizionali, spesso passando da un sistema all'altro, ad esempio allargando la sonorità quartale a sei note (Do–Fa♯–Si♭–Mi–La–Re) in un accordo a sette note (Do–Fa♯–Si♭–Mi–La–Re–Sol). Gli schizzi di Scriabin per il suo lavoro incompiuto Mysterium mostrano che intendeva sviluppare l'Accordo mistico in un accordo enorme che incorporasse tutte e dodici le note della scala cromatica.
In Francia Erik Satie ha sperimentato il parallelismo armonico nelle quarte sovrapposte (non tutte perfette) della sua partitura del 1891 per il dramma poetico Le Fils des étoiles. L'apprendista stregone (1897) di Paul Dukas ha una ripetizione crescente nelle quarte, poiché il lavoro instancabile fuori controllo delle scope che passeggiano fa "alzare e alzare" il livello dell'acqua nella casa.

### Musica classica del XX e XXI secolo
Tra i compositori che usano le tecniche dell'armonia quartale ci sono Claude Debussy, Francis Poulenc, Ennio Porrino, Alexander Scriabin, Alban Berg, Leonard Bernstein, Arnold Schönberg, Oleksandr Krasotov, Igor Stravinsky e Anton Webern.

#### Schönberg
La Prima Sinfonia da camera Op. 9 di Arnold Schönberg (1906) mostra un'armonia quartale: le prime misure costruiscono un accordo di quarta in cinque parti con le note Do–Fa–Si♭–Mi♭–La♭ distribuite su più strumenti.

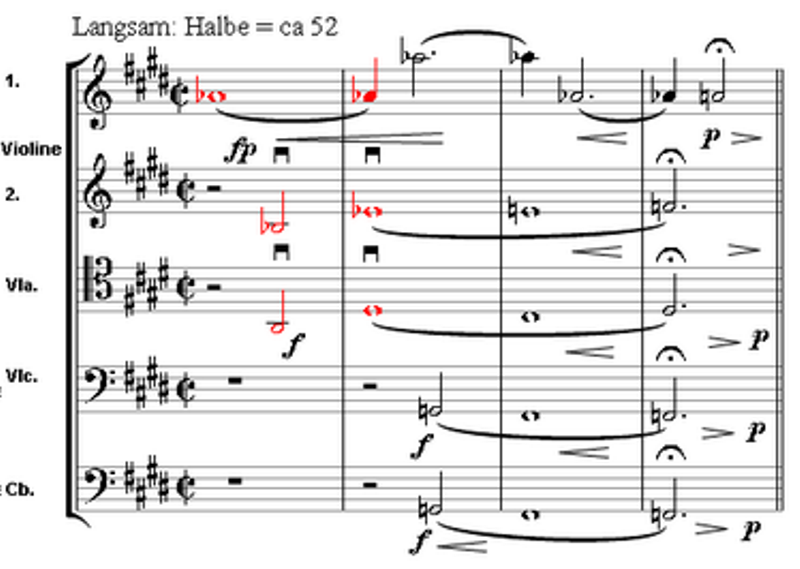

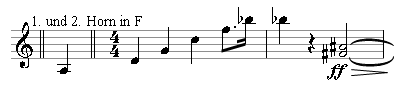
Accordo di quarta orizzontale di sei note nella Sinfonia da camera di Arnold Schönberg op. 9

Il compositore quindi porta questa armonia quartale verticale in una sequenza orizzontale di quarte dai corni, portando alla fine a un passaggio di armonia triadica quartale (cioè accordi di tre note, ciascuno strato a una quarta di distanza).
Schönberg è stato anche uno dei primi a scrivere sulle conseguenze teoriche di questa innovazione armonica. Nella sua Teoria dell'armonia (Harmonielehre) del 1911 scrisse:
Per Anton Webern l'importanza dell'armonia quartale risiedeva nella possibilità di creare nuovi suoni. Dopo aver ascoltato la Sinfonia da camera di Schönberg Webern scrisse "Anche tu devi scrivere anche una cosa del genere!" ( Era così: "Mußt du auch machen!")
Nella sua Teoria dell'armonia: "Oltre a me i miei studenti, il dott. Anton Webern e Alban Berg hanno scritto queste armonie (accordi di quarta), ma anche l'ungherese Béla Bartók o il viennese Franz Schreker, che si avvicinano entrambi a Debussy, Dukas e forse anche Puccini, non ne sono lontani".

#### Bartok

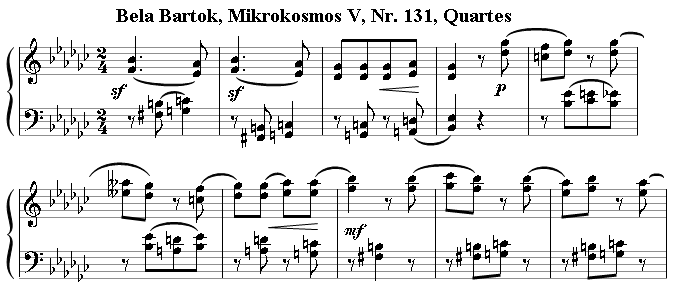
Quarte in Mikrokosmos V, n. 131, Quarti (Quartes) di Béla Bartók

#### Ravel-Ives
Il compositore francese Maurice Ravel usò gli accordi quartali in Sonatine (1906) e Ma mère l'oye (1910), mentre l'americano Charles Ives usò gli accordi quartali nella sua canzone The Cage (1906).
|  |  |

#### Hindemith
Hindemith costruì gran parte della sua opera sinfonica Mathis der Maler mediante intervalli di quarta e di quinta. Questi passaggi sono una ristrutturazione dell'accordo di quarta (Do–Re–Sol diventa l'accordo di quarta Re–Sol–Do) o altre miscele di quarti e quinti (Re♯–La♯–Re♯–Sol♯–Do♯ nella misura 3 dell'esempio).

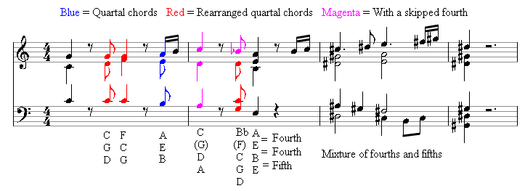
Scrittura di quarte e quinte nel secondo movimento di Mathis der Maler di Paul Hindemith

Hindemith, tuttavia, non era un sostenitore di un'armonia quartale esplicita. Nel 1937, scrivendo Unterweisung im Tonsatz (L'artigianato della composizione musicale), scrisse che "le note hanno una famiglia di relazioni, che sono i legami della tonalità, in cui la posizione degli intervalli è inequivocabile", tant'è che nell'arte della composizione triadica"... il musicista è legato da questo, come il pittore ai suoi colori primari, l'architetto alle tre dimensioni". Allineava gli aspetti armonici e melodici della musica in una riga in cui l'ottava è al primo posto, poi la quinta e la terza e poi la quarta. "L'intervallo armonico più forte e unico dopo l'ottava è di quinta, il più grazioso è comunque di diritto quello di terza per gli effetti dei suoi suoni di combinazione".

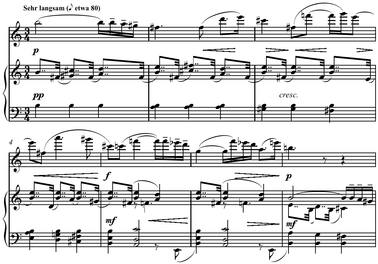
Armonia quartale nella sonata per flauto di Hindemith, II con centro tonale sul Si stabilita dalla discesa nella mano sinistra nel modo dorico e ripetizione del Si e del Fa ♯

Le opere del compositore filippino Eliseo Pajaro (1915–1984) sono caratterizzate da armonie quartali e quintali, nonché da contrappunto dissonante e accordi multipli.
George Gershwin può essere menzionato come una transizione nella storia del jazz. Nel primo movimento del suo Concerto in fa gli accordi di quarta alterati scende cromaticamente nella mano destra con una scala cromatica che porta verso l'alto nella mano sinistra.

### Jazz
Lo stile del jazz, con un'orbita armonica eclettica, fu nei suoi primi giorni superato (fino forse allo Swing degli anni '30) dal vocabolario della musica europea del XIX secolo. Importanti influenze derivano quindi dall'opera, dall'operetta, dalle bande militari, nonché dalla musica per pianoforte di compositori classici e romantici e persino da quella degli impressionisti. I musicisti jazz avevano un chiaro interesse per la ricchezza armonica di colore, per la quale l'armonia quartale offriva possibilità, usata da pianisti e arrangiatori come Jelly Roll Morton, Duke Ellington, Art Tatum, Bill Evans Milt Buckner Chick Corea Herbie Hancock) e specialmente McCoy Tyner.

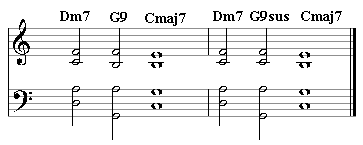
La cadenza ii - V - I

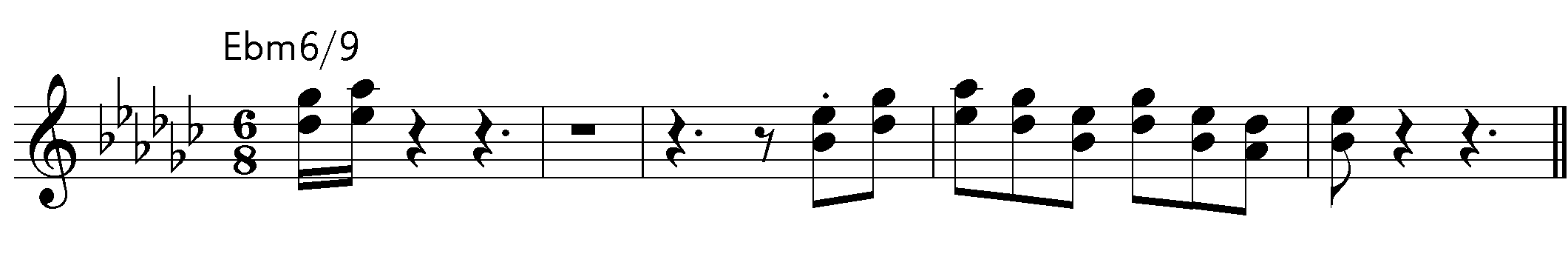
Una tipica parte per ottoni hard bop, da Senor Blues di Horace Silver; l'accordo di quarta sospeso o sus

L'hard bop degli anni '50 rese nuove applicazioni dell'armonia quartale accessibili al jazz. Scrittura di quintetti in cui due ottoni (comunemente tromba e sassofono) possono procedere in accordi di quarta, mentre il piano (come strumento unicamente armonico) dispone gli accordi, ma leggermente, solo accennando all'armonia voluta. Questo stile di scrittura, in contrasto con quello del decennio precedente, preferiva un tempo moderato. Le sezioni di corno di bebop all'unisono dal suono sottile si verificano frequentemente, ma queste sono bilanciate da attacchi di polifonia molto raffinata come quella del cool jazz.

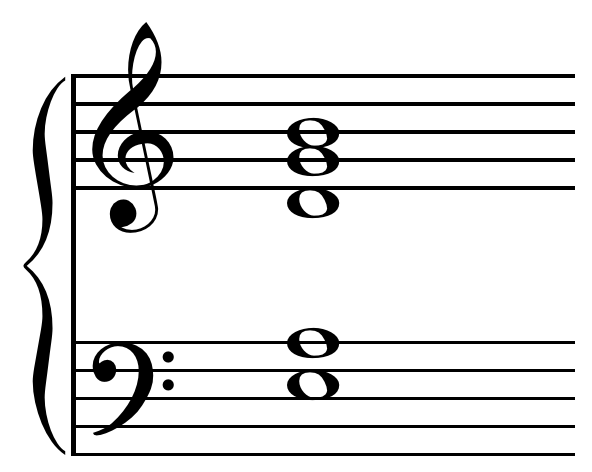
L'accordo So What usa tre intervalli di quarta.

Nel suo disco Kind of Blue, Miles Davis con il pianista Bill Evans ha usato un accordo composto da tre perfetti intervalli di quarta e una terza maggiore nella composizione di So What. Questo particolare voicing viene talvolta definito accordo So What e può essere analizzato (senza tener conto di ulteriori seste, none, ecc.) come una settima diminuita con la radice in basso o come una settima aumentata con la terza sul parte inferiore.
Dall'inizio degli anni '60 l'impiego di possibilità quartali era diventato così familiare che il musicista sentiva che l'accordo di quarta esisteva come un'entità separata, autonoma e libera da ogni necessità di risoluzione. Il pioniere della scrittura quartale nel jazz e rock successivi, come il lavoro del pianista McCoy Tyner con il "quartetto classico" del sassofonista John Coltrane, fu importante in tutta quest'epoca. Oliver Nelson era anche noto per il suo uso di voicing con accordo quartale. Floyd afferma che la "fondazione della" moderna armonia quartale iniziò nell'era in cui John Coltrane, influenzato da Charlie Parker, aggiunse al suo gruppo i pianisti di formazione classica Bill Evans e McCoy Tyner.
I chitarristi jazz citati che usano voicing di accordi usando l'armonia quartale includono Johnny Smith, Tal Farlow, Chuck Wayne, Barney Kessel, Joe Pass, Jimmy Raney, Wes Montgomery, comunque tutti in maniera tradizionale, come accordi maggiori di 9°, 13° e 11° diminuita. I chitarristi jazz citati che usano la moderna armonia quartale includono Jim Hall (specialmente The Bridge di Sonny Rollins), George Benson ("Skydive"), Pat Martino, Jack Wilkins ("Windows"), Joe Diorio, Howard Roberts ("Impressions"), Kenny Burrell ("So What"), Wes Montgomery ("Little Sunflower"), Henry Johnson, Russell Malone, Jimmy Bruno, Howard Alden, Paul Bollenback, Mark Whitfield e Rodney Jones.
L'armonia quartale è stata anche esplorata come una possibilità in base a nuovi modelli in scala sperimentale in quanto "scoperti" dal jazz. I musicisti iniziarono a lavorare ampiamente con i cosiddetti modi ecclesiali della vecchia musica europea e si stabilirono saldamente nel loro processo compositivo. Il jazz era adatto per incorporare l'uso medievale delle quarte per addensare le linee nella sua improvvisazione. I pianisti Herbie Hancock e Chick Corea sono due musicisti famosi per la loro sperimentazione modale. Intorno a questo periodo, nacque anche uno stile noto come free jazz, in cui l'armonia quartale era ampiamente utilizzata a causa della natura errante della sua armonia.

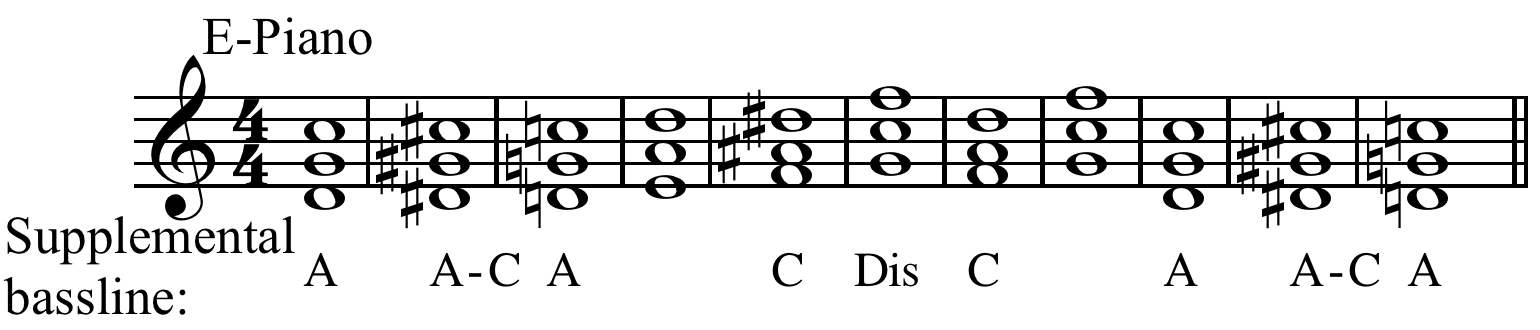
Accordi di quarta in Maiden Voyage di Herbie Hancock

Nel jazz, il modo in cui gli accordi venivano costruiti da una scala si chiamava voicing e in particolare l'armonia quartale veniva chiamata voicing di quarta.

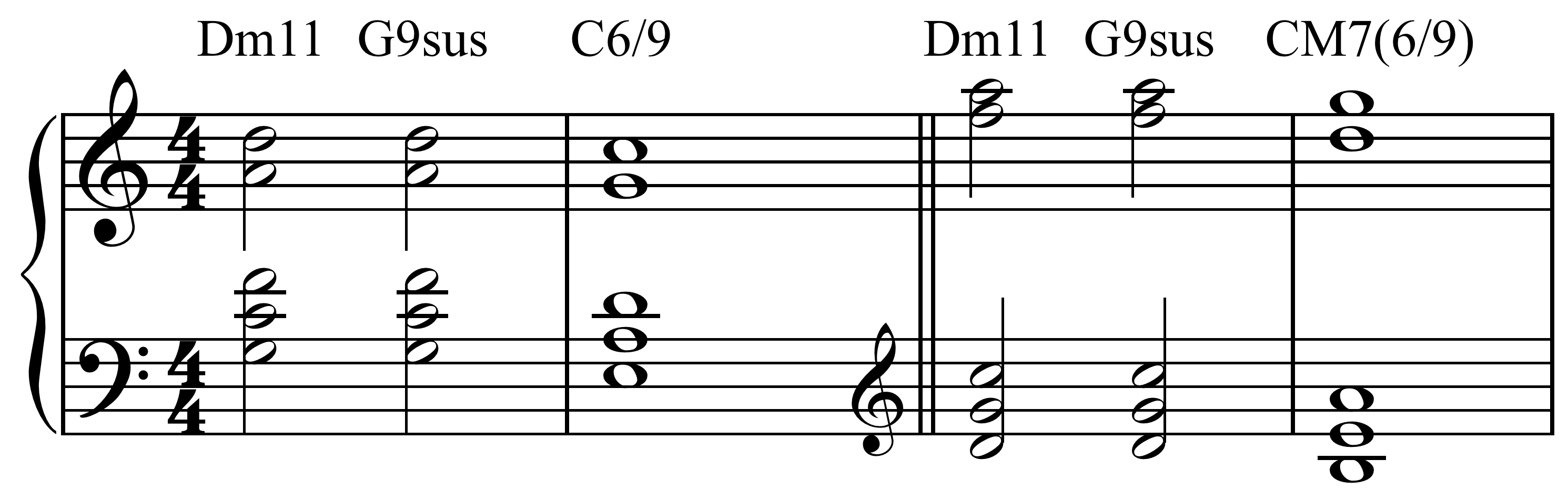

Pertanto, quando si usano insieme gli accordi di Rem11 e di settima dominante sospesa (qui sopra è una nona sospesa) nel voicing quartale, essi tendono a "fondersi in un suono complessivo" a volte indicato come voicing modale ed entrambi possono essere applicati laddove viene chiamato l'accordo m11 per periodi prolungati come l'intero coro.

### Musica rock

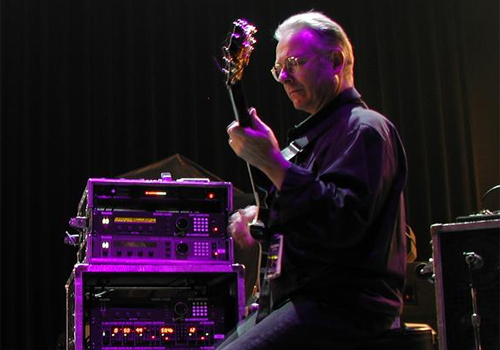
Non amando il suono delle terze (nell'accordatura con temperamento equabile), Robert Fripp costruisce accordi con intervalli perfetti nella sua nuova accordatura standard.

L'armonia quartale e quintale è stata usata da Robert Fripp, che si è descritto come il chitarrista ritmico dei King Crimson. A Fripp non piacciono le terze diminuite e soprattutto le terze aumentate nell'accordatura del temperamento equabile, che viene utilizzata dalle chitarre non sperimentali. Naturalmente solo le ottave perfette, le quinte perfette e le quarte perfette dell'intonazione giusta sono ben approssimate nell'accordatura del temperamento equabile e le quinte e le ottave perfette sono intervalli consonanti.
Fripp costruisce accordi usando quinte, quarte e ottave perfette nella sua nuova accordatura standard (NST), una accordatura regolare con quinte perfette tra le sue successive corde vuote.
Tarkus di Emerson, Lake & Palmer usa l'armonia quartale.

## Esempi di composizioni quartali

### Classici

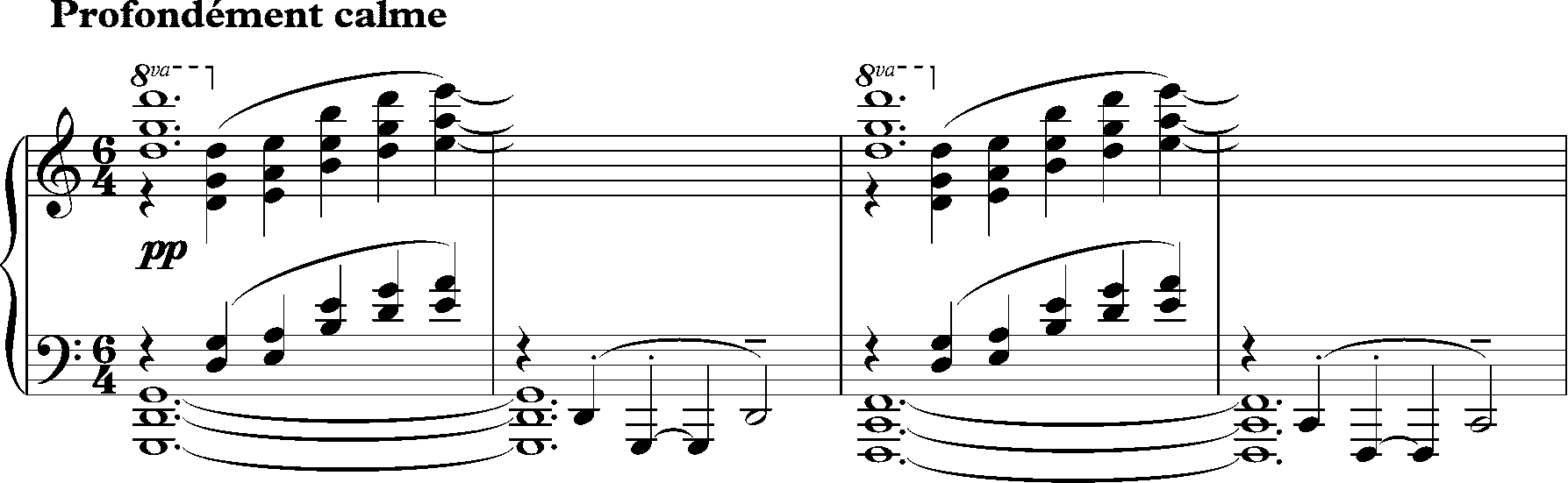

- William Albright
Sonata per Alto Saxophone e Piano[29]
- Alban Berg
Sonata per Piano, op. 1[30]
Wozzeck[30][31]
- Carlos Chávez
Sinfonía de Antígona (Sinfonia n. 1), usa l'armonia quartale dappertutto[32]
Sinfonía india (Sinfonia n. 2), la melodia Sonora in La minore che inizia nella battuta 183 è accompagnata da armonie quartali[33]
- Aaron Copland
Of Mice e Men[34]
- Claude Debussy

Aiuto
La Cattedrale sommersa (info file)
Accordi di quarta paralleli evocano l'organo nell'ouverture de La cattedrale sommersa di Claude Debussy[35]
Accordi di quarta paralleli evocano l'organo nell'ouverture de La cattedrale sommersa di Claude Debussy[35]
La Cattedrale sommersa, principio e fine[35]
- Norman Dello Joio
Suite per Piano
- Caspar Diethelm
Piano Sonata No. 7[36]
- Alberto Ginastera
12 American Preludes, Preludio n. 7
- Carlos Guastavino
"Donde habite el olvido"[37]
- Howard Hanson
Sinfonia n. 2 ("Romantica")[38]
- Walter Hartley
Bacchanalia per Band[39]
- Charles Ives
"The Cage" (1906)[30][40][41][42][43][44]
Central Park in the Dark[44]
"Harpalus"[44]
Psalm 24, verse 5[44][45]
Psalm 90[44]
"Walking"[44]
- Aram Khachaturian
Toccata
- Benjamin Lees
Quartetto d'archi n. 2, Adagio[46]
- Darius Milhaud
Sonatina per flauto e piano, Op. 76[47]
- Walter Piston
Concerto per clarinetto[48]
Ricercare per Orchestra[48]
- Einojuhani Rautavaara
"Kvartit" (Fourths), Op. 42, Études (Rautavaara)
- Maurice Ravel
Ma mère l'oye : "Mouvt de Marche" of  "Laideronnette"[49]
- Ned Rorem
King Midas, cantata[50]
- Erik Satie
Le Fils des étoiles([51][52])
- Arnold Schönberg
Il libro dei giardini pensili[53]
Sinfonia da camera n. 1, Op. 9[43][54]), slow section[55], b. 1–3[56]
Quintetto di fiati, op. 26[57]
- Cyril Scott
Studio diatonico (1914)[58]
- Nikos Skalkottas
Suite n. 3 per Piano[59]
- Stephen Sondheim
Sonata per piano[60]
- Karlheinz Stockhausen
Klavierstück IX[61]
- Howard Swanson
"Saw a Grave"[62]
- Heitor Villa-Lobos
Nonet (1923)[63]
- Anton Webern
Variazioni per Piano, Op. 27 (Tricordo viennese)[64]

### Jazz
- Miles Davis
Kind of Blue
- Herbie Hancock
Maiden Voyage
- Eddie Harris
Freedom Jazz Dance
- McCoy Tyner

Contemplation
- Passion Dance

### Folk
Nel suo album di debutto del 1968 Song to a Seagull, Joni Mitchell ha usato l'armonia quartale e quintale in Dawntreader e ha usato l'armonia quintale nella canzone del titolo Song to a Seagull.

### Rock
- Emerson, Lake & Palmer
Tarkus[66]
- Frank Zappa
Zoot Allures[67]
- XTC
Rook (composto da Andy Partridge, dall'album Nonsuch)[68]

### Approfondimenti
- David N. Baker, Jazz Improvisation, Bloomington, Frangipani, 1983, ISBN 978-0-89917-397-9.
- Floirat, Bernard (2015). Introduction aux accords de quartes chez Arnold Schönberg, Paris, www.academia.edu.
- Vincent Persichetti, Twentieth-century Harmony: Creative Aspects and Practice, New York, W. W. Norton, 1961, ISBN 978-0-393-09539-5, OCLC 398434.
- David H. Rosenthal, Hard Bop, Jazz and Black Music 1955–1965, New York, Oxford University Press, 1993, ISBN 978-0-19-508556-3.